# Nematanthus crassifolius
Nematanthus crassifolius é uma espécie de  planta do gênero Nematanthus e da família Gesneriaceae. 

## Taxonomia
A espécie foi descrita em 1981 por Hans Wiehler. 
Os seguintes sinônimos já foram catalogados:  
- Besleria crassifolia  Schott
- Columnea chloronema  (Mart.) Lem.
- Columnea longipes  (DC.) Kuntze
- Columnea presliana  Kuntze
- Columnea serrulata  (C. Presl) Kuntze
- Columnea splendens  Paxt.
- Nematanthus chloronema  Mart.
- Nematanthus guilleminii  Brongn.
- Nematanthus longipes  DC
- Nematanthus longipes discoloris  Hoehne
- Nematanthus longipes laticalyx  Hoehne
- Nematanthus pereskiaefolius  C. Presl
- Nematanthus radicans  C. Presl
- Nematanthus serrulatus  C. Presl

## Forma de vida
É uma espécie epífita e subarbustiva. 

## Descrição
Folhas com pecíolo 1-2 cm, lâminas 5-12 x 2-4 cm; flores com pedicelo 3-10 cm, corola ressupinada, 4-5 cm de comprimento  

## Conservação
A espécie faz parte da Lista Vermelha das espécies ameaçadas do estado do Espírito Santo, no sudeste do Brasil. A lista foi publicada em 13 de junho de 2005 por intermédio do decreto estadual nº 1.499-R. 

## Distribuição
A espécie é endêmica do Brasil e encontrada nos estados brasileiros de Espírito Santo, Minas Gerais, Rio de Janeiro e São Paulo. 
A espécie é encontrada no domínio fitogeográfico de Mata Atlântica, em regiões com vegetação de floresta ombrófila pluvial.